# Atsumi Tanezaki
Atsumi Tanezaki (jap. 種崎 敦美 Tanezaki Atsumi) (ur. 27 września 1988 w prefekturze Ōita) – japońska seiyū związana z Haikyō.

## Życiorys
Urodziła się 27 września 1988 w Ōita. Tanezaki ujawniła, że zainteresowała się aktorstwem głosowym po obejrzeniu Sailor Moon.

## Role
2012
- Bestia z ławki obok – Asako Natsume

2013
- Silver Spoon – Minami Kitamachi
- WataMote – uczennica

2014
- Magic Kaito 1412 – Keiko Momoi
- Noragami Aragoto – Tōma
- Wilczyca i czarny książę – Miho

2015
- Durarara!! x2 Shou – Emilia, Yuigadokusonmaru (odcinek 3)

2018
- Double Decker! Doug & Kirill – Yuri Fujishiro

2019
- Beastars – Juno
- Fruits Basket – Arisa Uotani[3]

2021
- Miecz zabójcy demonów – Kimetsu no Yaiba – Hinatsuru[4]

2022
- Projekt: cosplay – Sajuna Inui[5]
- Spy × Family – Anya